# Райнхард III фон Вестербург
Райнхард III фон Вестербург (на немски: Reinhard III von Westerburg; * 13 януари 1388; † 22 декември 1449) от Дом Рункел, е граф на Вестербург във Вестервалд. От него произлизат графовете фон Лайнинген-Вестербург.

## Произход
Той е единственият син на граф Райнхард II фон Вестербург (1354 – 1421) и съпругата му графиня Катарина фон Насау-Висбаден († сл. 1403), дъщеря на граф Адолф I фон Насау-Висбаден-Идщайн († 1370) и Маргарета фон Хоенцолерн-Нюрнберг († 1382). Внук е на Йохан I фон Вестербург († 1370) и Кунигунда фон Сайн († 1383).

## Фамилия
Първи брак: пр. 3 юли 1405 г. с Елза фон Рункел (* ок. 1397; † 1413/1420), вдовица на рицар Валтер VI фон Кронберг († 1400), дъщеря на Дитрих III фон Рункел († 1402) и Юта фон Сайн (* ок. 1375). Те нямат деца.
Втори брак: през 1423 г. с Маргарета фон Лайнинген († 1470), дъщеря на граф Фридрих VII фон Лайнинген († 1437) и Маргарета фон Хахберг († 1417/1426), дъщеря на маркграф Хесо фон Баден-Хахберг († 1410). Те имат децата:
- Куно I фон Вестербург (1425 – 1459), граф на Вестербург, женен 1449 г. за Мехтилд фон Вирнебург (1430 – 1483)
- Куно (1435 – 1449)